# Иванов, Валерий Петрович
Вале́рий Петро́вич Ивано́в (7 января 1943, с. Козулька, Красноярский край — 12 октября 2012, Красноярск) — российский физик, историк и краевед, автор трудов по истории образования в Красноярском крае. Его имя носит объединенный музей Красноярского государственного педагогического университета им. В. П. Астафьева.

## Биография
После окончания в 1964 году факультета физики, электротехники и машиноведения Красноярского государственного педагогического института поступил на работу ассистентом кафедры общей физики названного института.
В 1972 году получил назначение на должность заместителя декана физико-математического факультета, а в 1978 году — проректора по заочному обучению.
В 1991 году назначен проректором по учебной работе непрерывного образования.
В 1992 году получил звание доцента.
C 1999 года — проректор по работе с образовательными учреждениями. Стоял у истоков создания филиалов университета в Норильске, Железногорске, Канске, Ачинске.
В 2002 году присвоено звание «Профессор КГПУ».
В 2007—2012 годах — директор объединенного музея КГПУ им. В. П. Астафьева.

## Научная деятельность
Опубликовал несколько десятков работ по физике магнитных явлений. С течением времени его научные интересы переместились в область истории образования и краеведения. Является автором 178 статей раздела «Образование» Енисейского энциклопедического словаря (Красноярск, 1998), а также автором и соавтором обобщающих трудов по истории Красноярского государственного педагогического университета им. В. П. Астафьева.

## Награды
В 1983 году награждён нагрудным знаком «Отличник народного просвещения РСФСР», в 2002 году — нагрудным знаком «Почётный работник высшего профессионального образования Российской Федерации», а в 2003 году — Почетной грамотой Законодательного Собрания Красноярского края.

## Память
Решением ученого совета Красноярского государственного педагогического университета им. В. П. Астафьева от 31 октября 2012 года именем В. П. Иванова назван объединенный музей КГПУ им. В. П. Астафьева. Объединенный музей им. В. П. Иванова — головной музей университета. В его структуру входят: музей истории КГПУ им. В. П. Астафьева, зоологический музей, музей геологии и землеведения, музей археологии и этнографии и гербарий им. Л. М. Черепнина.

## Основные труды
- Страницы истории Красноярского пединститута. — Красноярск: КГПИ, 1992. — 148 с. (в соавторстве).
- Красноярский государственный педагогический университет: 70 лет на ниве просвещения. — Красноярск: Универс, 2002. — 292 с. (один из составителей, ответственный за выпуск);

- Иванов В. П. Ректоры Красноярского государственного педагогического института (университета им. В. П. Астафьева). — Красноярск, 2012.- 164 c.